# Сальтенья
Сальте́нья (исп. salteña) — боливийская разновидность запечённых эмпанад с мясом.
Сальтеньи — несладкие пирожки с начинкой из говядины, свинины или курицы, смешанной со сладким, слегка острым соусом, содержащим оливки, изюм и картофель. В некоторых ресторанах иногда готовят вегетарианские сальтеньи.
Обычно сальтеньи можно найти в любом городе по всей стране, но в каждой области есть свои вариации. В Кочабамба и Сукре утверждают, что у них лучшая версия этой закуски, но многие приложат все усилия, чтобы попробовать вариант из Потоси. В Ла-Пасе принято есть сальтенью в качестве утренней закуски, и продавцы часто начинают продавать сальтеньяс очень рано утром.

## История
Происхождение блюда исследовал историк Антонио Паредес Кандия. В Боливии считается, что нынешнюю версию этого блюда в начале XIX века создала Хуана Мануэла Горрити. Эта дама позже вышла замуж за президента Мануэля Исидоро Бельсу. Горрити родилась в аргентинской Сальте и была сослана в боливийский Потоси во время диктатуры Хуана Мануэля де Росаса. Семья Горрити жила в крайней нищете, и в начале XIX века они придумали рецепт, чтобы зарабатывать на жизнь. Разновидность этой выпечки была известна в то время на большей части территории Европы.
Продукт, получивший прозвище сальтенья, стал очень популярным. Кандия утверждает, что детям было принято говорить: «Ve y recoge una empanada de la salteña» («Иди и возьми эмпанаду у женщины из Сальты»). Со временем люди забыли имя Хуаны Мануэлы Горрити, но не прозвище её вкусной закуски, которая со временем стала боливийской традицией.
Хуана Мануэла Горрити прославилась не только как политик, но и как писательница, в частности, своей книгой по кулинарному искусству под названием La cocina eclectica, которая, кроме гастрономической ценности имеет большую документальную ценность, так как содержит множество аргентинских народных рецептов, также из других стран Латинской Америки и даже европейской кухни своего времени.

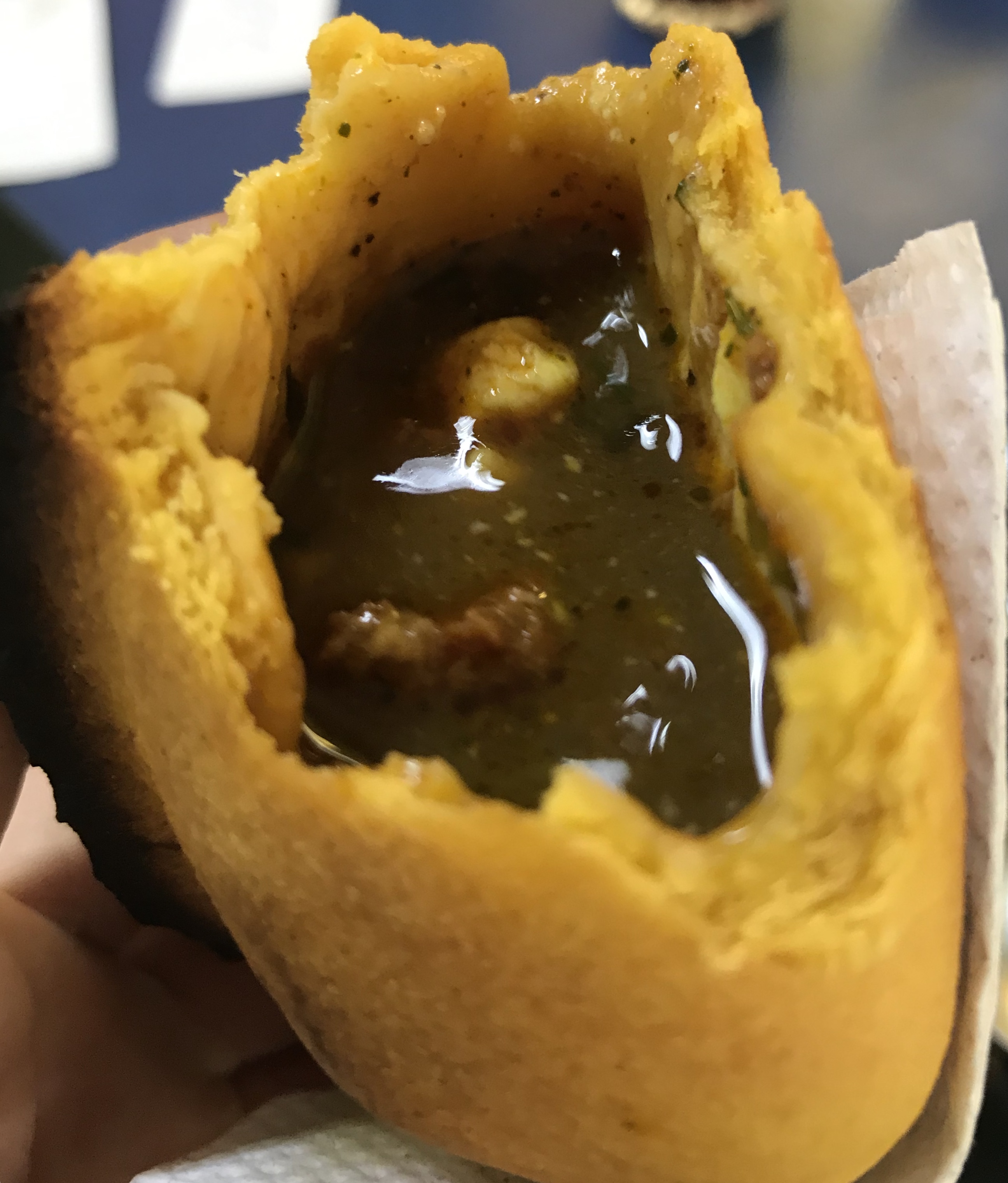
Начинка сальтеньи

## Употребление
Сальтеньи напоминают рагу в тесте, у них полужидкая начинка. Это достигается за счёт того, что в начинку добавляют желатин, затем охлаждают её в холодильнике, чтобы она медленно таяла при выпечке. Это гарантирует, что тесто не размокнет даже при очень сочной начинке. Форма сальтеньи — как у американского футбольного мяча, и этим она отличается от более плоской эмпанады. При употреблении хитрость заключается в том, чтобы есть сальтенью, держа вертикально и откусывать верхний угол, продвигаясь вниз, не проливая горячий сок. Соус льяхуа (боливийская сальса) хорошо дополняет этот боливийский пирожок.